# 1864 no desporto

## Eventos
- Na modalidade de 110 metros com barreiras, durante os campeonatos da Universidade de Oxford, foi pela primeira vez feita a tentativa de uniformizar o estilo e dimensões das barreiras, e distância do percurso.
- Fundação do Koninklijke Atletiek Associatie Gent (clube de futebol da Bélgica).

## Nascimentos
| Data         | Nome                | Profissão                               | Nacionalidade                     | Observações | Ref   |
| ------------ | ------------------- | --------------------------------------- | --------------------------------- | ----------- | ----- |
| 27 de abril  | Geoffrey Hall-Say   | patinador artístico                     | Reino Unido                       | m. 1940     | [ 1 ] |
| 27 de agosto | Hermann Weingärtner | atleta de ginástica artística masculina | Alemanha · Confederação Germânica | m. 1919     | [ 2 ] |

## Mortes
| Data | Nome | Profissão | Nacionalidade | Observações | Ref |
| ---- | ---- | --------- | ------------- | ----------- | --- |